# Grand Prix de Fourmies 2013
Il Grand Prix de Fourmies 2013, ottantunesima edizione della corsa e valida come evento dell'UCI Europe Tour 2013 categoria 1.HC, si svolse l'8 settembre 2013, per un percorso totale di 205 km. Fu vinto dal francese Nacer Bouhanni, che giunse al traguardo con il tempo di 4h37'29" alla media di 44,32 km/h.
Al traguardo 171 ciclisti portarono a termine il percorso.

## Squadre e corridori partecipanti
| N.      | Cod. | Squadra                |
| ------- | ---- | ---------------------- |
| 1-8     | LTB  | Lotto-Belisol Team     |
| 11-18   | MOV  | Movistar Team          |
| 21-28   | KAT  | Katusha Team           |
| 31-38   | TST  | Team Saxo-Tinkoff      |
| 41-48   | AST  | Astana Pro Team        |
| 51-58   | ALM  | AG2R La Mondiale       |
| 61-68   | CAN  | Cannondale Pro Cycling |
| 71-78   | LAM  | Lampre-Merida          |
| 81-88   | EUS  | Euskaltel-Euskadi      |
| 91-98   | FDJ  | FDJ.fr                 |
| 101-108 | ARG  | Team Argos-Shimano     |
| 111-118 | VCD  | Vacansoleil-DCM        |

| N.      | Cod. | Squadra                      |
| ------- | ---- | ---------------------------- |
| 121-128 | EUC  | Team Europcar                |
| 131-138 | SOJ  | Sojasun                      |
| 141-148 | AND  | Androni Giocattoli-Venezuela |
| 151-158 | COF  | Cofidis, Solutions Credits   |
| 161-168 | IAM  | IAM Cycling                  |
| 171-178 | LPM  | La Pomme Marseille           |
| 181-188 | TSV  | Topsport Vlaanderen-Baloise  |
| 191-198 | BSE  | Bretagne-Séché Environnement |
| 201-208 | CRE  | Crelan-Euphony               |
| 211-218 | BIG  | BigMat-Auber 93              |
| 221-228 | RLM  | Roubaix-Lille Metropole      |
| 231-238 | COL  | Colombia                     |

## Ordine d'arrivo (Top 10)
| Pos. | Corridore        | Squadra       | Tempo    |
| ---- | ---------------- | ------------- | -------- |
| 1    | Nacer Bouhanni   | FDJ.fr        | 4h37'29" |
| 2    | André Greipel    | Lotto-Belisol | s.t.     |
| 3    | Bryan Coquard    | Europcar      | s.t.     |
| 4    | Davide Cimolai   | Lampre-Merida | s.t.     |
| 5    | Borut Božič      | Astana        | s.t.     |
| 6    | Tom Veelers      | Argos-Shimano | s.t.     |
| 7    | Elia Viviani     | Cannondale    | s.t.     |
| 8    | Jaŭhen Hutarovič | AG2R La Mond. | s.t.     |
| 9    | Julien Simon     | Sojasun       | s.t.     |
| 10   | Leonardo Duque   | Colombia      | s.t.     |